# Хоседа-Хард
Хоседа-Хард — упразднённый посёлок на юго-востоке округа Ненецкого автономного округа России. Посёлок располагался на берегу реки Хоседа-Ю в 32 км к северу от современного посёлка Харута. В переводе с ненецкого Хоседа-Хард означает «поселение (дом) у березовой сопки».

## История
Посёлок Хоседа-Хард был основан в 1926 году как культбаза для кочевых оленеводов (одна из двух культбаз округа, вторая располагалась в п. Тобседа). Культбаза осуществляла продовольственно-кооперативную, врачебно-ветеринарную, культурно-просветительскую и научно-исследовательскую деятельность. Основной задачей культбазы было содействие органам власти в последовательном проведении социальных преобразований ведения хозяйств и повышении культуры местного населения. Работа проводилась как на базе, так и в тундре. Хоседа-Хардская культбаза располагалась на путях кочевий оленьих бригад колхозов «Полоха», «Звезда», «Дружба», товариществ «Тет-Яга-Мал», «Ядей-Сегеры», «Ударник». 15 марта 1929 года культбаза получила статус поселка, который стал центром Хоседа-Хардского сельсовета, а затем и центром Большеземельского района. Выполнив свою роль, культбаза была упразднена. Административный центр из Хоседа-Харда был переведен в Харуту. В ноябре 1959 года был ликвидирован Большеземельский район. 13 января 1975 года окрисполком принял решение об исключении из учётных данных Хоседа-Харда как фактически не существующего населённого пункта Ненецкого округа.
На месте посёлка в настоящее время находится метеорологическая станция Хоседа-Хард, открытая в октябре 1928 года.
Метеостанция закрыта в апреле 2016 года.